# William O'Brien

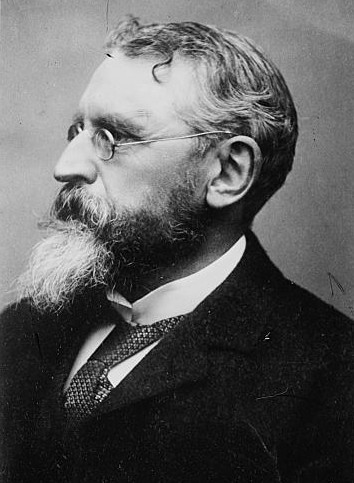
William O'Brien 1917.

William O'Brien, född den 2 oktober 1852 i Mallow, grevskapet Cork, död den 25 februari 1928, var en irländsk politiker.
O'Brien uppsatte 1880 tidningen "United Ireland" som organ för jordligan och Charles Stewart Parnells parti. Han invaldes 1883 i underhuset, som han sedan, med avbrott för åren 1895–1900, tillhörde fram till 1918. Åren 1887–1891 satt han flera gånger fängslad till följd av sin våldsamma agitation. Han sällade sig under de inre konflikterna i det nationalistiska partiet till den antiparnellitiska gruppen, stiftade 1898 förbundet United Irish League och var 1900 energiskt verksam för de båda tvistande nationalistgruppernas återförening. O'Brien var en av de nationalistpolitiker, som 1902–1903 deltog i de konferenser med representanter för de stora godsägarna, varigenom Wyndhams epokgörande jordlag av 1903 förbereddes. 
Med åren blev han alltmer missnöjd med den officiella nationalistpartiledningens taktik, och vid flera tillfällen varnade han mot att framtvinga home-rule-frågans lösning enbart genom allians med Englands liberaler och utan hänsyn till unionistpartiets betänkligheter. Han bildade 1909 jämte T.M. Healy en liten fristående grupp "oberoende nationalister", vilkas organisation bar namnet All-for-Ireland-League, men i parlamentsstridernas under Första världskriget huvudfrågor, om avskaffande av överhusets veto och om ministären Asquiths home-rule-förslag, understödde 0'Briens grupp, om än med vissa förbehåll, på det hela taget de övriga nationalisternas politik. O'Brien skrev bland annat Evening Memories (1920) och The Irish Revolution (1923).